# محمد بن سليمان الجزولي
أبو عبد الله محمد بن سليمان بن أبو بكر الجزولي السملالي الحسني (ت 1465 م)، وغالبا ما يعرف باسم الإمام الجزولي أو الشيخ الجزولي، وهو معروف بتجميعه لكتاب دلائل الخيرات وشوارق الأنوار في ذكر الصلاة على النبي المختار، وهو كتاب للذكر للمسلمين له شعبية كبيرة. ينقسم هذا الكتاب عادة إلى 7 أقسام لكل يوم من أيام الأسبوع. الجزولي هو واحد من العلماء السبعة في مراكش.
وَكَانَ عمرو بن سليمان السياف  قد أخرج شلو الشَّيْخ الْجُزُولِيّ من قَبره وَجعله فِي تَابُوت وَصَارَ يقدمهُ بَين يَدَيْهِ فِي حروبه كتابوت بني إِسْرَائِيل فينتصر على من خَالفه وَقيل إِنَّه لم يدفنه وَإِنَّمَا أَخذه بعد مَوته فَكَفنهُ وَجعله فِي التابوت وَجمع الجموع وقاد الجيوش وَسَفك الدِّمَاء واستمرت فتْنَة فِي النَّاس عشْرين سنة.

## حياته
عاش الجزولي في منطقة سوس التاريخية المغربية، تقع بين المحيط الأطلسي وجبال أطلس. درس محليا ثم ذهب إلى فاس حيث تمكن من طلب العلوم الشرعية من تفسير وحديث وفقه وأصول. حيث لا تزال غرفته مفتوحة للزوار إلى يومنا هذا. ففي فاس كان يحفظ أصول الفقه والقوانين المالكية. كما التقى الفقيه الشهير والصوفي أحمد زرورق. بعد تسوية نزاع قبلي غادر المنطقة، وقضى السنوات الأربعين المقبلة في مكة المكرمة والمدينة المنورة والقدس. بعد رحلته الطويلة، عاد إلى فاس حيث أكمل دراسته في كتاب دلائل الخيرات.
اتبع الطريقة الشاذلية، وذلك تباعا لشيخه أبو عبد الله محمد أمغار، شيخ بني أمغار. أمضى أربعة عشر عاما في الخلوة (العزلة) وبعد ذلك ذهب إلى آسفي حيث اجتمع حوله الكثير من الأتباع. محافظ آسفي وجد نفسه مضطرا إلى طرده وسممه في وقت لاحق مما أدى إلى وفاته في 1465. ويقال انه قد لقى حتفه أثناء الصلاة. وأصبح ضريحه في أفوغال حصنا للسلالة السعديين المقاومة للبرتغاليين. احترامه العميق للجزولي كان السبب في اختيار أبو عبد الله القائم أفوغال لإقامته.
زعم أن خلال عام 1541م، بعد سبعة وسبعين عاما من وفاته، جثته استخرجت لنقلها إلى مراكش وجدت جثته غير فاسدة بنى السلطان السعدي  أحمد الأعرج (1517-1544) في الجزء الشمالي من مدينة مراكش ضريحا للجزولي. كان الضريح موسعا وأعيد بناؤه جزئيا في عهد السلطانين مولاي إسماعيل بن الشريف و محمد الثالث بن عبد الله.